# 小行星9839
小行星9839（9839 Crabbegat）是一颗绕太阳运转的小行星，为主小行星带小行星。该小行星于1988年2月11日发现。

## 轨道参数
小行星9839的轨道半长轴为2.4653522 UA，离心率为0.107。